# Antoni Serra i Illas
Antoni Serra i Illas (Mataró, 1 d'octubre del 1939) és un exentrenador català de bàsquet, actiu entre 1962 i 1991. Considerat un dels millors entrenadors de la seva època, va aconseguir guanyar 3 Lligues espanyoles i 4 Copes del Rei en el marge de sis anys, entre el 1977 i el 1983.

## Trajectòria
Nascut a Mataró l'1 d'octubre de 1939. Va començar a fer d'entrenador amb 24 anys. Inicialment, entrenar primer equips locals com el Col·legi Valldemia, el Santa Anna i el Club Esportiu Mataró, que va ser campió de Catalunya i Espanya juvenil el 1962. Després va passar a entrenar el primer equip del club mataroní, que va assolir l'ascens a primera divisió amb la victòria del Trofeu Gonzalo Aguirre el 1963.
De 1970 a 1977 va entrenar el Centre d'Esports Manresa; en la primera temporada va ser triat el millor entrenador de la màxima categoria, de fet la temporada de 1971-1972 el Manresa va disputar la copa Korac, essent la primera vegada que disputava una competició internacional. De 1977 a 1979 va ser fitxat pel Club Joventut Badalona, amb el qual va guanyar la lliga el 1978, fet que li va valer també ser elegit el millor entrenador de l'any per l'Asociación Nacional de Preparadores de Baloncesto.
Entre 1979 i 1984 va entrenar la secció de bàsquet del FC Barcelona. Amb el Barça va tenir un dels equips més forts que havia entrenat, fet que es va traduir en l'obtenció de més guardons: dues lligues (1981, 1983) i quatre copes del rei (1980-1983), a més de ser subcampió de la recopa d'Europa (1981) i la copa d'Europa (1984). Tanmateix, després d'una sèrie de derrotes contra el Licor 43 a Santa Coloma de Gramenet, el Reial Madrid i l'ASVEL Villerubane, Serra va presentar la seva dimissió i, finalment va ser cessat durant la temporada de 1984-1985 i va tornar a la seva ciutat natal, on va entrenar el CB Mataró a primera divisió B.
La temporada 1986-87 va dirigir el València BC, amb el qual va aconseguir l'ascens a l'ACB, tanmateix, no va poder arribar-ho a completar. Més tard, va entrenar durant dos anys el CB Mallorca i, finalment, l'any 1991 va retirar-se.
Va ser seleccionador estatal juvenil durant set anys, de 1969 a 1975, període en què guanyà la medalla de plata a l'Eurobasket el 1973.

## Clubs com a entrenador
- CD Mataró: 1963-1969.
- Bàsquet Manresa: 1969-1977.
- Joventut de Badalona: 1977-1979.
- FC Barcelona: 1979-1985.
- Procesator Mataró (Primera B): 1985-1986.
- Pamesa València: 1987-1989.
- CB Mallorca (Primera B): 1989-1991.

## Palmarès
- 3 Lligues espanyoles:

- 1 amb el Joventut de Badalona: 1977-1978.
- 2 amb la FC Barcelona: 1980-1981 i 1982-1983.

- 4 Copa del Rei de bàsquet, amb el FC Barcelona: 1979-1980, 1980-1981, 1981-1982 i 1982-1983.
- Subcampió de la Copa d'Europa de bàsquet, amb el FC Barcelona: 1983-1984.
- Subcampió de la Recopa d'Europa de bàsquet, amb el FC Barcelona: 1980-1981.
- Campió de la 2a Divisió amb el Bàsquet Manresa la temporada 1969-1970, amb ascens a la Primera Divisió de la Lliga espanyola.
- Medalla de Plata amb la selecció espanyola juvenil a l'Eurobàsquet d'Angri, el 1973.

## Reconeixements personals
- Elegit Millor Entrenador de l'any la temporada 1977-1978 per l'Asociación Española de Entrenadores de Baloncesto (AEEB)[4]